# Neptosternus hafti
Neptosternus hafti är en skalbaggsart som beskrevs av Lars Hendrich och Michael Balke 1997. Neptosternus hafti ingår i släktet Neptosternus och familjen dykare. Inga underarter finns listade i Catalogue of Life.